# Charles Keene (Maler)

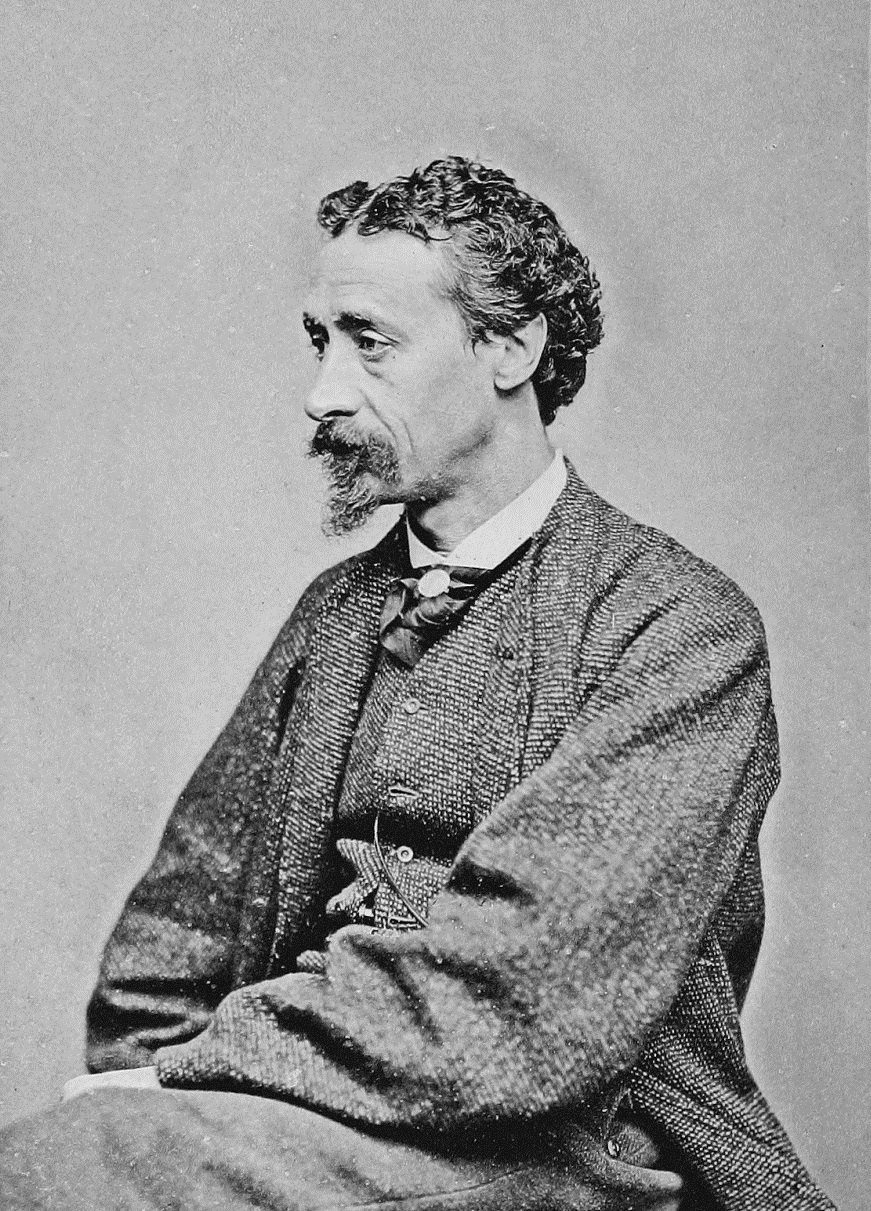
Elliott & Fry: Charles Keene

Charles Samuel Keene (* 10. August 1823 in Hornsey; † 4. Januar 1891 in London) war ein britischer Maler, Illustrator, Humorist und Sozialkritiker, der die englische Mittel- und Unterschicht mit mildem Spott karikierte.

## Leben
Der Londoner Anwalt Samuel Browne Keene (1768–1838) heiratete am 27. August 1822 in Little Wenham Mary Sparrow (1796–1881) aus Ipswich. Beider Sohn Charles besuchte zunächst das Londoner Bayswater College. Nachdem die Familie nach Ipswich umgezogen war, setzte der Junge dort 1833–1839 seinen Schulbesuch fort. Die anschließende Lehre im Anwaltsbüro des verstorbenen Vaters gab er bald auf und wurde, von der Mutter zum Zeichnen ermutigt, in der Londoner City of Westminster Angestellter des Architekten William Pilkington (1758–1848). 1842 bis 1847 ging Charles Keene bei dem Ipswicher Holzstecher, Buchillustrator und Aquarellmaler Josiah Wood Whymper in die Lehre. Darauf schuf Keene Illustrationen für die Illustrated London News. Bereits ab 1851 hatte er anonym für den Punch Bildbeiträge geliefert, hatte ab 1854 Beiträge mit seinen Initialen CK signiert und war erst 1860 offizieller Mitarbeiter der Zeitschrift geworden. In der Nachfolge des 1864 verstorbenen John Leech arbeitete Keene bis 1890 für den Punch. Ab 1872 war Keene mit Joseph Crawhall befreundet. Die Aufzeichnungen des Freundes inspirierten Keene zu Karikaturen für den Punch, soziale Themen betreffend. Gesammelt erschienen die „Punch-Werke“ 1881 unter dem Titel Our people in Boston.
Befreundet mit dem Dichter Edward FitzGerald, hielt sich Keene des Öfteren in Woodbridge auf. In den letzten Lebensjahren litt Keene an einer Herzerkrankung sowie an Dyspepsie und Rheuma. Er verstarb in der Wohnung seiner Schwester in Hammersmith. Die letzte Ruhe fand Keene auf dem Friedhof Hammersmith.

## Werke (Auswahl)

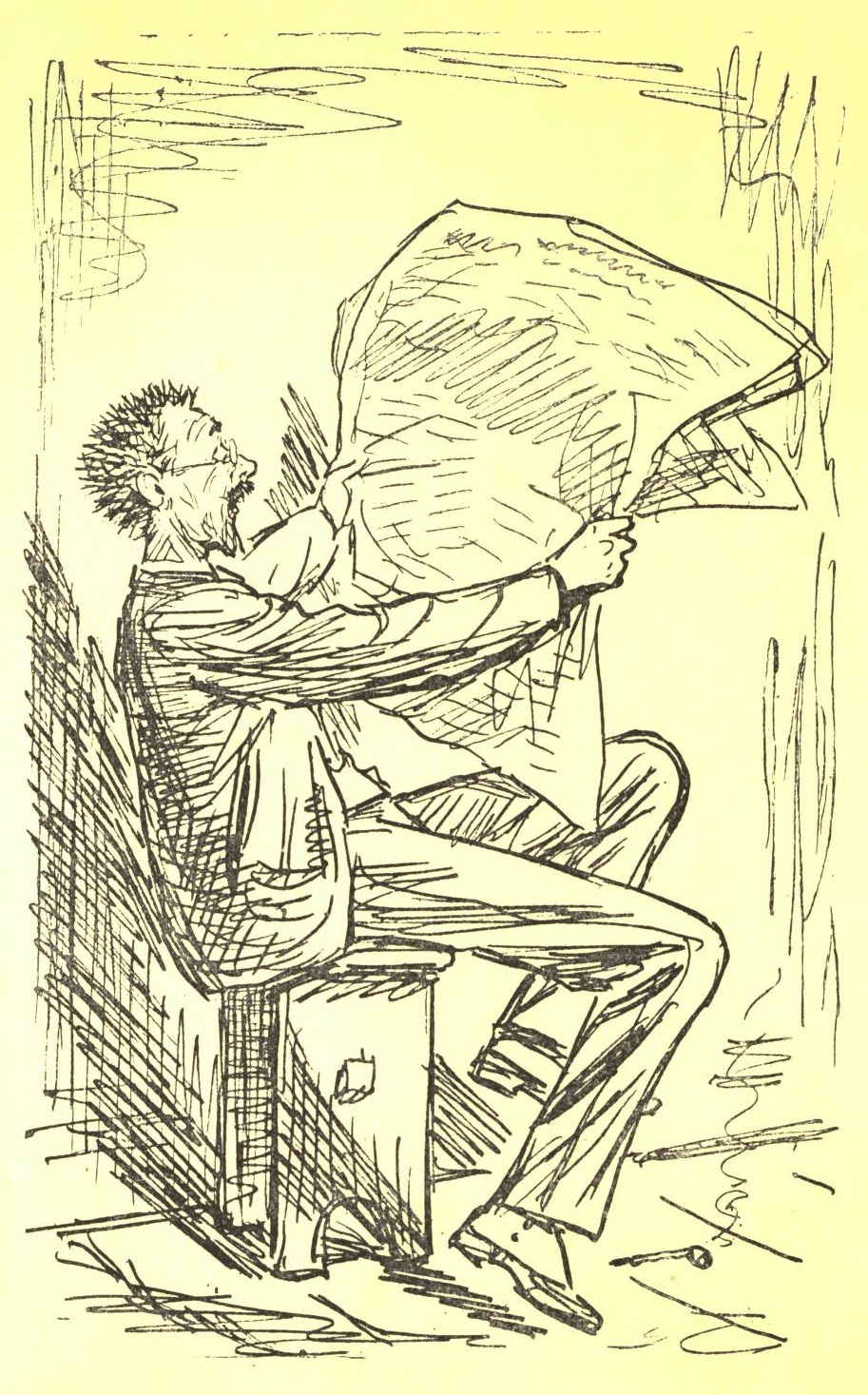
Charles Keene: Selbstkarikatur

- Our people. Boston 1881

- Etliche von Keenes Holzstiche hängen im Cleveland Museum of Art.

- An Buchillustrationen sind Beiträge für folgende Autoren zu nennen[6]: Daniel Defoe[7], Thomas Mayne Reid[8], C. J. Jacob[9], Mark Lemon[10], John George Edgar (1834–1864)[11], Douglas William Jerrold[12], Charles Reade[13] und J. Sands[14].

- Von Juli 1859 bis Oktober 1863 erschienen in der Once a Week[15], einer Londoner Zeitung für Literatur, Kunst, Wissenschaft und Populärwissenschaft, Illustrationen für die Autoren Charles Reade[16], Thomas Speight (1830–1915), Augustus William Dubourg[17], A. Armstrong[18], Edward Dutton Cook[19], Percival Leigh (1813–1889), Henrietta Keddie, S. O. Mahony, Louis Sand, A. Stewart Harrison[20], Mary C. F. Münster (alias Mary C. F. Monck)[21], Andrew Mitchell[22], George Meredith[23], Francis Cowley Burnand[24], Shirley Brooks[25], Eliza L. Watson[26], Albany Fonblanque Jr., T. Matthews[27], W. J. Prowse (1839–1870), Frederick Gale, Walter Thornbury[28], John Harwood (1828–1899)[29], Edwin Arnold (1832–1904)[30], Isa Blagden (1816–1873)[31], Mackenzie Walcott (1821–1880), Edward Yardley, Charles E. Bockus, John Delaware Lewis (1828–1884), Ellen Wood (auch: Mrs. Henry Wood), M. G. Watkins (Pseudonym Pelagius)[32] und D. Holland[33].

## Ehrung
- Weltausstellung Paris 1889: Goldmedaille

## Literatur

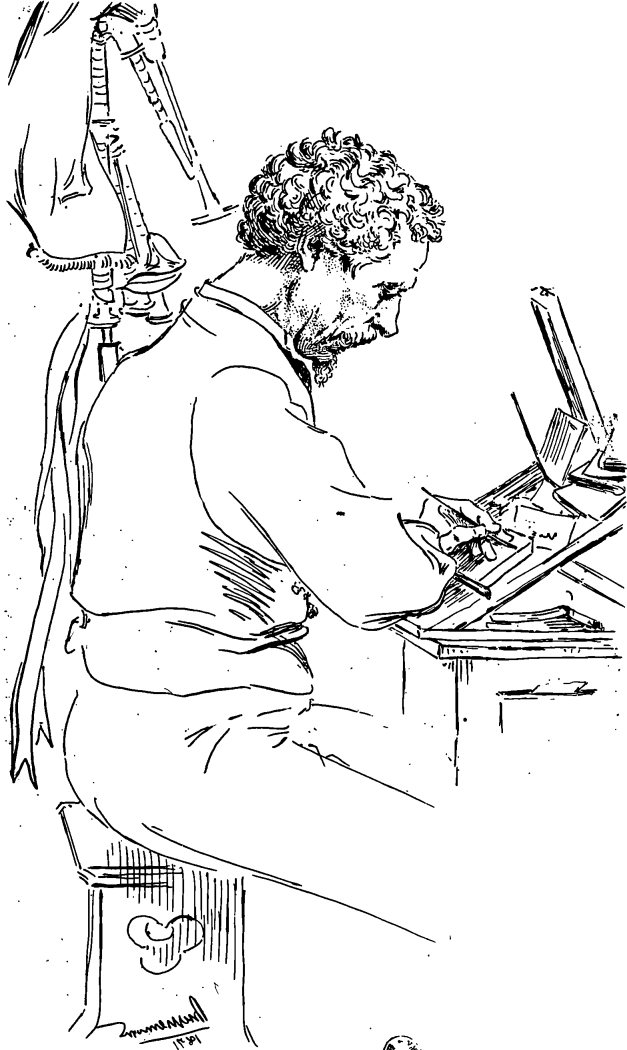
Félix Bracquemond:
Charles Keene

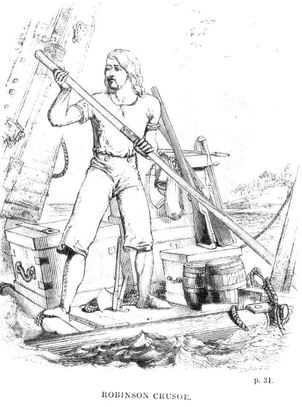
Charles Keene: Robinson Crusoe in einer Londoner Ausgabe um 1855